# チャクリ・ナルエベト (空母)
チャクリ・ナルエベト（タイ語: เรือหลวงจักรีนฤเบศร, 英: HTMS Chakri Naruebet, CVH-911）はタイ海軍の航空母艦（軽空母）。同海軍初の航空母艦であり、STOVL空母である。公式艦種は外洋哨戒ヘリコプター母艦（Offshore Patrol Helicopter Carrier）。
艦名は現タイ王室名のチャクリー王朝に由来し、英訳では"In honour of the Chakri Dynasty"となる。

## 来歴
第二次世界大戦後のタイが直面した安全保障上の問題は、内憂としては武装共産主義運動、外患としてはカンボジアやラオスにおけるベトナム軍の脅威と、いずれも陸上からのものであった。ベトナムの海軍力は極めて小さく、脅威としてはおおむね無視できる程度であったことから、タイ王国軍のなかで海軍の地位は低いものとされていた。軍事予算の大部分は陸軍が獲得し、ついで空軍が戦闘機など高価なプロジェクトのため配分を受け、海軍予算は老朽化する艦艇の更新すらままならない程度であった。
しかし1980年代後半に入ると、タイ国共産党の弱体化やベトナム軍のラオス・カンボジアからの撤退によって陸上からの脅威が減少する一方、国連海洋法条約採択によって200海里の排他的経済水域（EEZ）が制定されたのを受けて、南シナ海でも海洋権益を巡る紛争が顕在化した。この情勢を受けて、地域において主要な役割を担いうる海軍部隊の整備が国家の関心事となり、そのための予算が配分されるようになった。
これに伴い、タイ海軍は、中核となる小型空母の取得を模索しはじめた。一度は、ドイツのブレーマー・フルカン造船所に7,800トン級のハリアー搭載艦を発注したものの、この契約は1991年7月にキャンセルされた。かわって、1992年3月28日にスペインのバサン社に発注されたのが本艦である。
なお公式艦種は「外洋哨戒ヘリコプター母艦」（OPHC）とされている。主目的は「大規模災害における沿岸海域での捜索救難及びEEZ内の監視任務の中核艦の取得」であり、海洋作戦における戦術航空兵力の洋上拠点としての任務は二次的なものとされている。このためもあり、当初は文民の乗員によって運用する計画とされていた。

## 設計
設計はバサン社部内ではBSAC-160と称されており、同社がスペイン海軍向けに建造した「プリンシペ・デ・アストゥリアス」の縮小改良型となっている。このため、長船首楼型でクローズド・バウとされた制海艦（SCS）以来の船体設計も踏襲された。主船体は14個の水密区画に区分されている。また速力と経済性を改善するため、艦尾にはウェッジが付されている。小型の艦で十分な航空運用能力を確保するため、2組のフィンスタビライザーを備えていた。なお設計はロイド船級協会（Lloyd's RS）の基準に基づき商船ベースで行われている。
なお主機関は、「アストゥリアス」ではCOGAG方式による1軸推進であったのに対し、本艦ではCODOG方式による2軸推進に変更されているが、この主機関は、並行して整備されていたナレースワン級フリゲートとおおむね同系列である。

## 能力

### 航空運用機能
飛行甲板は長さ165メートル×幅30.5メートルの広さを確保しており、またその前端部には勾配角12度のスキージャンプ勾配が設けられていた。飛行甲板の構成はSCS以来の構成が踏襲されており、アイランド前方にインボード式の前部エレベータが、また飛行甲板後端にアウトボード式の後部エレベータが配されている。アウトボート式のエレベータは格納庫の容積を圧迫するが、波浪の影響を受けないメリットが指摘されている。エレベータはいずれも13.5メートル四方、力量20トンで、この他に兵装用エレベータ2基がある。
格納庫は長さ100メートル×幅20.5メートルで、ハリアー攻撃機であれば10機、シーキング・ヘリコプターであれば15機を収容できる。この他、飛行甲板後方には大型のCH-47輸送ヘリコプター5機を駐機できる。標準的な艦載機はハリアー艦上攻撃機6機及びS-70B-7哨戒ヘリコプター6機とされていた。このハリアー艦上攻撃機はスペインから購入した中古のAV-8Sマタドールであったが、老朽化や財政難に伴って、2006年に運用を終了した。ハリアーの後継となりうる機体としてF-35Bがあるが、これはサイズ・重量ともに大きく、エレベータなどの航空艤装を適合化するためには、新造に近い大幅な改装が必要と指摘されている。2017年の時点では、S-70B-7哨戒ヘリコプター6機とMH-60S汎用ヘリコプター2機のみ搭載しており、公式艦種通り、事実上のヘリ空母として運用されている。
艦橋構造物直前には、力量16トンのクレーンが設置されている。なお補給物資として、冷蔵糧食99 m3、乾燥糧食300 m3、航空燃料60トン、航空機用兵装100トンを搭載できる。造水能力は毎日90トンである。

### 輸送揚陸機能
ハンガーを車両甲板に転用した場合は装甲兵員輸送車30両以上を収容できる。また陸戦部隊は標準455名、最大675名まで便乗可能である。このほか、王族のための専用居住区も設けられている。

### 個艦防御機能
当初予定では、シースパロー個艦防空ミサイル用のMk.48 VLS（8セル）およびSTIR火器管制レーダー1基、ファランクスCIWS 4基を搭載する予定とされていた。しかしアジア通貨危機に端を発する不況による国防費削減によってこれらはいずれも実現せず、竣工当初は機銃装備のみであった。その後、2001年に、ミストラル近接防空ミサイル用のSADRAL 6連装ミサイル発射機が搭載された。

## 艦歴
本艦の就役直前に発生したアジア通貨危機の震源として、タイ経済は壊滅的な打撃をこうむり、この影響で海軍予算は大幅に縮小されたことから、装備の一部は搭載されなかった。またこの予算不足は活動にも影響を与え、月に1日程度しか活動できなかったとされている。
その後の2004年のスマトラ沖地震においては被災地の救援活動に参加するなど、災害時の救難活動に用いられた。2018年5月15日に行われた、シンガポール海軍創設50周年国際観艦式に参加し、一般公開を行うなど、その健在ぶりを示している。ただし上記の通り、ハリアーの運用終了後は固定翼機の運用再開の予定もなくヘリ空母として活動しており、また予算不足の影響もあって、2020年代に入っても、観艦式への参加のほかは洋上での行動が見られていない。